# 3754 Kathleen
3754 Kathleen è un asteroide della fascia principale del diametro medio di circa 53,23 km. Scoperto nel 1931, presenta un'orbita caratterizzata da un semiasse maggiore pari a 3,1574315 UA e da un'eccentricità di 0,1089337, inclinata di 8,45983° rispetto all'eclittica.
L'asteroide è dedicato alla nipotina dello scopritore: Kathleen Willoughby Clifford.